# آلکساندر یریتسیان (دام‌پرور)
آلکساندر گریگوری یریتسیان (ارمنی: Ալեքսանդր Գրիգորի Երիցյան؛  زادهٔ ۱۲ آوریل ۱۹۰۴ - درگذشته ۵ آوریل ۱۹۶۸) یک دام‌پرور اهل ارمنستان بود.

## زندگی‌نامه
در ۲۵ آوریل [سبک قدیمی: ۱۲ آوریل] ۱۹۰۴ در کالینیو به دنیا آمد و از انستیتو دام‌پروری و دام‌پزشکی ایروان (۱۹۳۵) فارغ‌التحصیل شد.   وی همچنین برنده دانشمند شایسته ارمنستان شوروی (۱۹۶۱) شده است. وی در ۵ آوریل ۱۹۶۸ در سن ۶۳ سالگی در ایروان درگذشت.

## یادداشت
1. ↑  գյուղատնտեսական գիտությունների դոկտոր
2. ↑  Անասնաբուծություն